# Marcus Ravenswaaij
Marcus Ravenswaaij (Gorinchem, 11 juni 1925 – Hoogblokland, 19 april 2003) was een Nederlandse beeldhouwer en medailleur.

## Leven en werk
Marcus Ravenswaaij was de oudste zoon van de schilder Huibert Antonie Ravenswaaij (1891-1972). Hij volgde kort na de Tweede Wereldoorlog de opleiding tot beeldhouwer aan de Academie van Beeldende Kunsten in Rotterdam en behaalde daar zijn diploma met nog vijf andere leerlingen. 
Al heel spoedig kreeg hij de opdracht een verzetsmonument te ontwerpen voor de Westelijke Biesbosch en het land van Heusden en Altena. Van het stadsbestuur van zijn geboortestad kreeg hij de honoraire titel stadsbeeldhouwer. In deze stad staan meerdere grote werken van hem in het openbaar. Naast opdrachten voor beelden en het vrije werk vervaardigde Ravenswaaij ook verscheidene prijzen en penningen.
Hij trouwde in 1971 met Marijke A. Deege, een van zijn leerlingen. In 1980 verhuisde het echtpaar naar een monumentale boerderij in Hoogblokland. Ravenswaaij werd benoemd tot Ridder in de Orde van Oranje-Nassau voor zijn verdienste op cultureel gebied. Hij overleed in 2003, op 77-jarige leeftijd. In 2008 werd in de Grote kerk van Gorinchem het oeuvreboek Marcus Ravenswaaij, beeldhouwer van nature gepresenteerd

## Werken in de openbare ruimte (selectie)
- Oorlogsmonument Alblasserdam (1950)
- Diogenes op de ton (1955), Rakkerstraat, Gorinchem
- Uil (1955), Oude Hoven, Gorinchem
- Zalmvisser (1982), Lombardstraat (stadswal), Gorinchem
- Moeder met kinderen (1962), Banneweg (Beatrixziekenhuis), Gorinchem
- Maria Sibylla Merian (1957), Koningin Wilhelminalaan (Chr. Kweekschool), Gorinchem
- Beeld van een winkelende huisvrouw (1957), Koningin Wilhelminalaan, Gorinchem
- Sint Joris en de draak (1959), St. Jorisplein, Gorinchem
- Sint Maarten (1968), Wijnkoperstraat 2, Gorinchem
- Bliekenfontein (1962), Paddemoes, Gorinchem
- Drie vossen (1969), Hofplein, Woerden
- Moeder met tweeling (1969), Graaf Willemlaan in Hendrik-Ido-Ambacht
- Kikker (1971), Burgemeester Baxpark, Hendrik-Ido-Ambacht
- Jan Claesen (1977), Woudrichem
- Appelpartjes, zitplastiek in brons (1979), Asterstraat, Katwijk aan den Rijn
- Boogschutter (1979), Pijlstraat, Gorinchem
- Levensboom (1980), fontein in Papendrecht
- Fontein Man, vrouw en water (1980), Epe
- Kersenplukker (1985), Voorstraat, Ameide
- De melkmeid (1985), Burg. Brouwerstraat, Wijngaarden
- Melkmeisje (1986), Ericaweg in Stroe
- De fokgeit (1986), Kosterijstraat, Bruchem
- De koppelstok (1987), Langeraar
- Buste Maarten Schakel sr. (2002), Noordeloos
- Buste dr. J. Dijkstra, Hofpoort Ziekenhuis, Woerden
- Fontein Drinkwaterleiding De Alblasserwaard en Vijfheerenlanden
- Fontein De Levensboom, Papendrecht
- Fontein Woerden, spelende kinderen met water
- Het blussen van een brand in vroeger dagen, Hoogblokland
- De stier Dirk IV in Hoornaar
- Paardenhandel in Elst

## Galerie

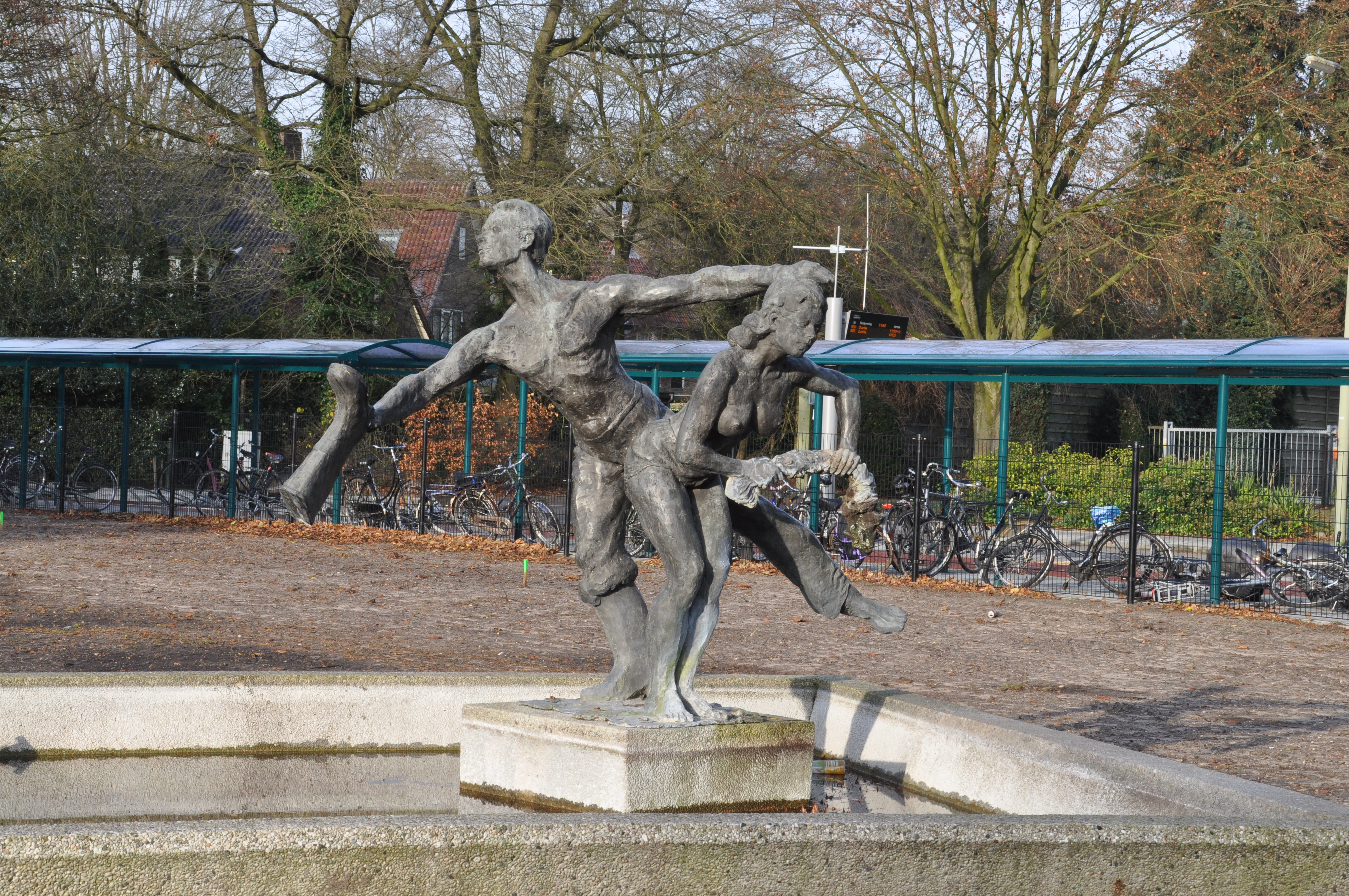
Man, vrouw, water (fontein, 1980), Epe
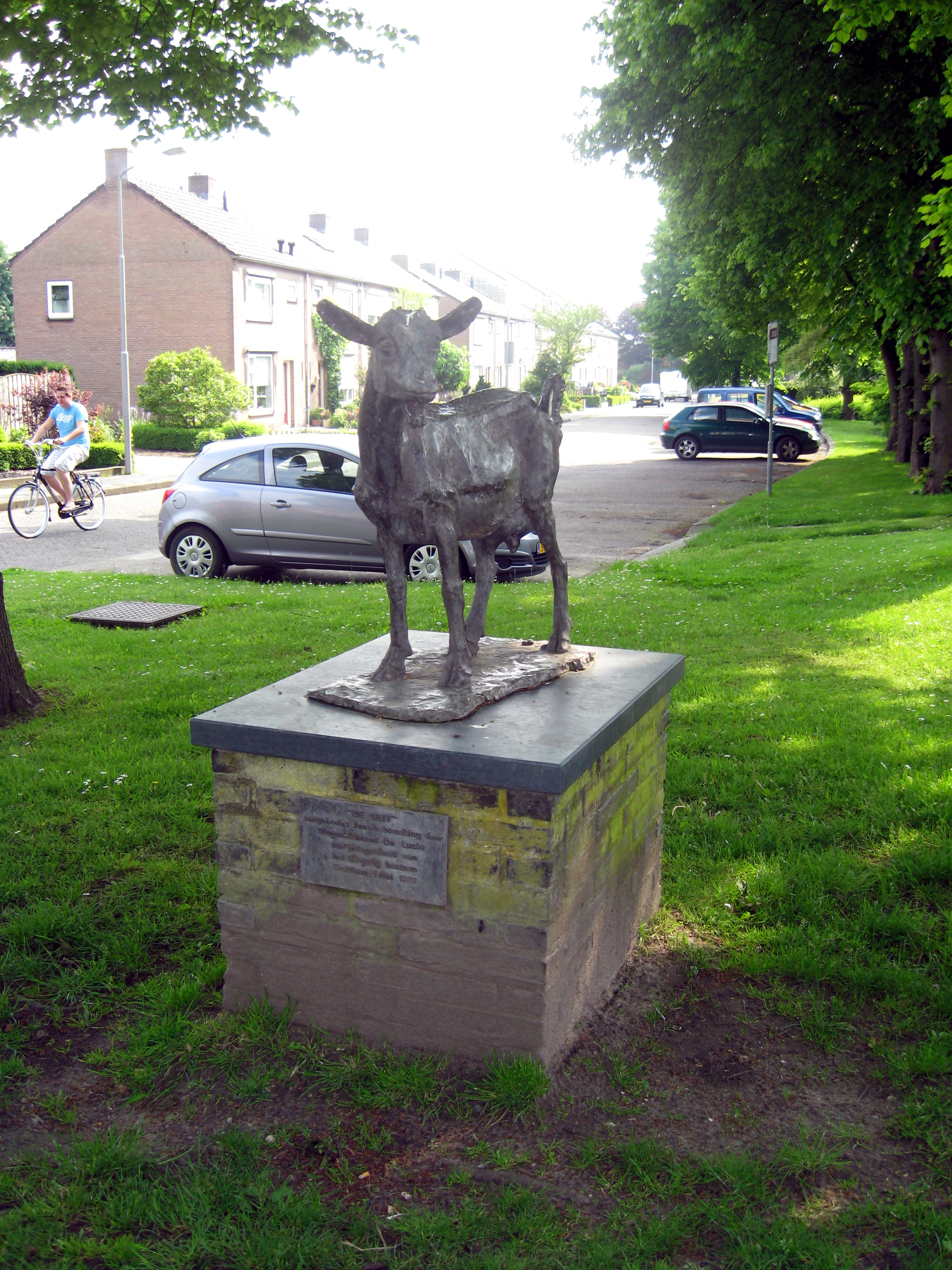
De fokgeit (1986), Bruchem
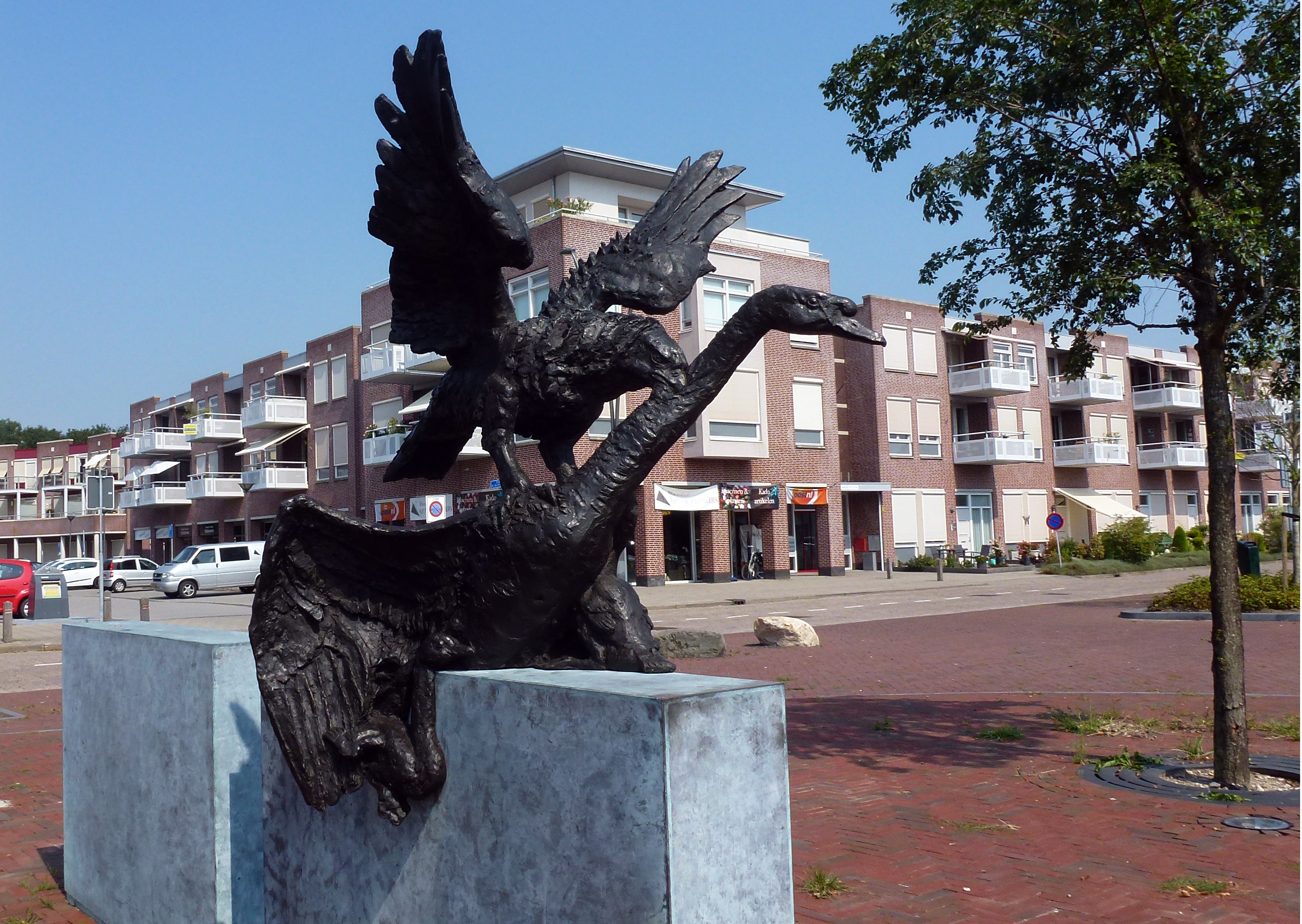
De Adelaar en de Zwaan (1989), Arkel
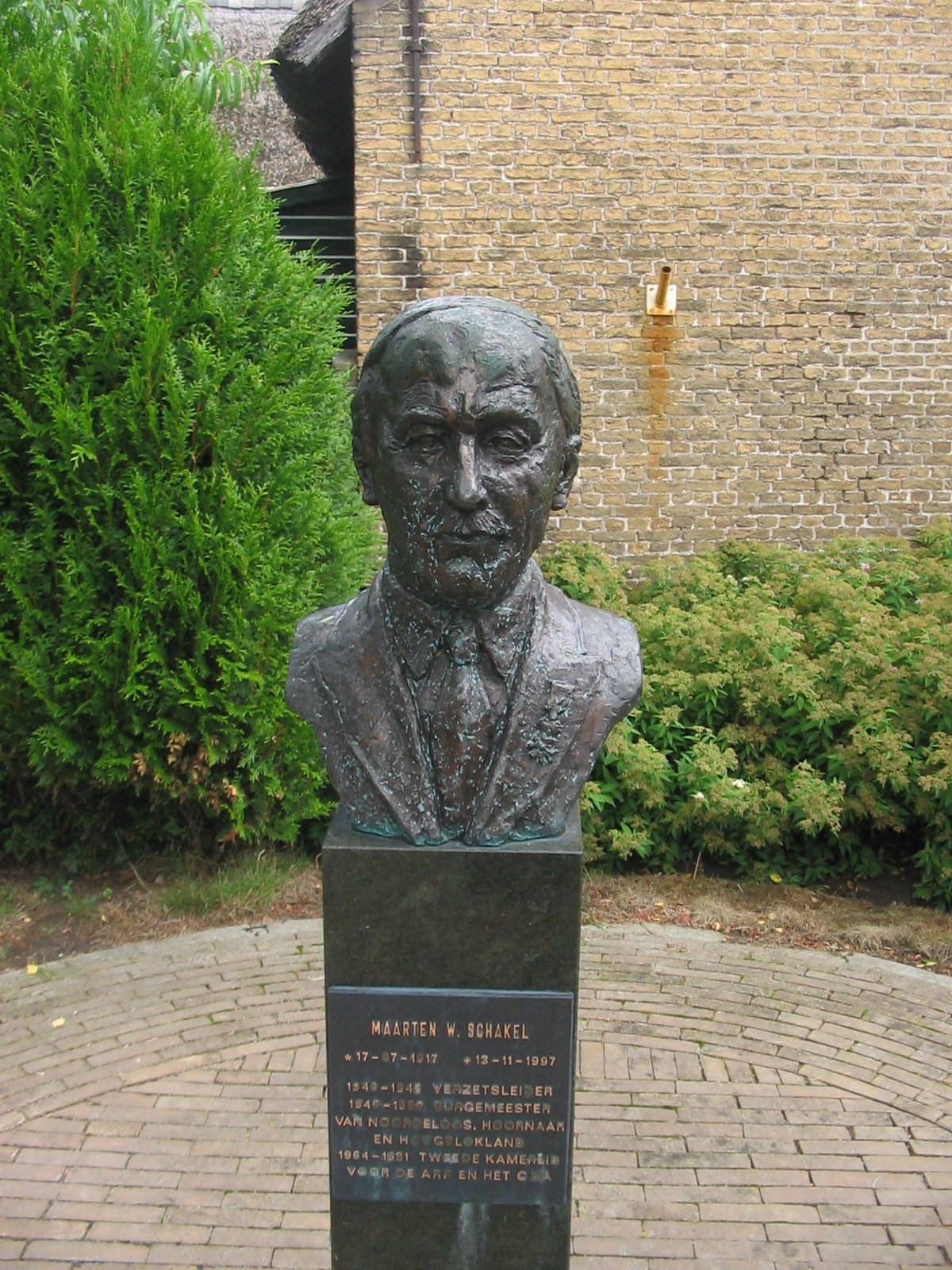
Borstbeeld Maarten Schakel sr. (2002), Noordeloos